# Knut Ståhlberg
Pour les articles homonymes, voir Ståhlberg.
Knut Ståhlberg (27 janvier 1919 - 9 février 2015) est un journaliste et auteur suédois.

## Distinctions
Il reçoit les insignes de chevalier de la Légion d'honneur en 2006.

## Œuvres
- Två kära ovänner: Churchill och De Gaulle, 2011.
- De Gaulle: generalen som var Frankrike, 2004.
- Det förflutnas ständiga närvaro, 2002.
- Paris på de älskandes tid, 1998.
- Ett hörn av paradiset, 1997.
- Storklockan i Paris, 1995.